# Apatura cassiope
Apatura cassiope är en fjärilsart som beskrevs av Ménétriés 1859. Apatura cassiope ingår i släktet Apatura och familjen praktfjärilar. Inga underarter finns listade i Catalogue of Life.